# Leptothyra nanina
Leptothyra nanina is een slakkensoort uit de familie van de Colloniidae. De wetenschappelijke naam van de soort is voor het eerst geldig gepubliceerd in 1864 door Souverbie in Souverbie & Montrouzier.